# Aechmea burle-marxii
Aechmea burle-marxii là một loài thực vật có hoa trong họ Bromeliaceae. Loài này được E.Pereira mô tả khoa học đầu tiên năm 1979.